# Port lotniczy Vigo
Port lotniczy Vigo – port lotniczy położony w miejscowości Redondela, 15 km od centrum Vigo, w Galicji, w Hiszpanii. W 2005 obsłużył 1 mln pasażerów.

## Linie lotnicze i połączenia
| Linia lotnicza  | Kierunek |
| --------------- | --- |
| Air Europa      | 1. Madryt |
| Binter Canarias | 1. Gran Canaria 2. Teneryfa-Północ                                                                                                  |
| Iberia          | 1. Madryt Sezonowo: 1. Bilbao 2. Gran Canaria 3. Ibiza 4. Lanzarote 5. Menorka 6. Palma de Mallorca 7. Santander 8. Teneryfa-Północ |
| Ryanair         | 1. Barcelona 2. Londyn-Stansted |
| Vueling         | 1. Barcelona |